# Iberischer Hase
Der Iberische Hase (Lepus granatensis) ist eine Säugetierart aus der Familie der Hasen (Leporidae). Er ist auf der ganzen Iberischen Halbinsel bis auf den Nordosten verbreitet, darüber hinaus auch auf Mallorca.

## Merkmale
Der Iberische Hase erreicht eine Kopf-Rumpf-Länge von 44 bis 48 Zentimeter und eine Schwanzlänge von 9,3 bis 11,2 Zentimetern bei einem Gewicht von 2 bis 2,6 Kilogramm. Die Ohrlänge beträgt 9,0 bis 10,0 Zentimeter, die Hinterfußlänge 11,2 bis 12,1 Zentimeter. Ein auffälliger Sexualdimorphismus ist nicht ausgeprägt. Vom größeren Feldhasen unterscheidet sich der Iberische Hase neben der Körgpergröße und das geringere Gewicht sowie Details im Zahnbau vor allem durch die klar vom weißen Bauchfell abgegrenzte braune Rückenfärbung sowie durch weiße Streifen auf den Vorderbeinen und einen ebenfalls weißen Gesichtsstreifen. Innerhalb des Verbreitungsgebietes und zwischen den Unterarten gibt es leichte Unterschiede in der Färbung und der relativen Länge der Ohren und Hinterfüße und vor allem die Tiere im Nordwesten Spaniens sind deutlich dunkler als im Rest des Verbreitungsgebietes.

## Verbreitung

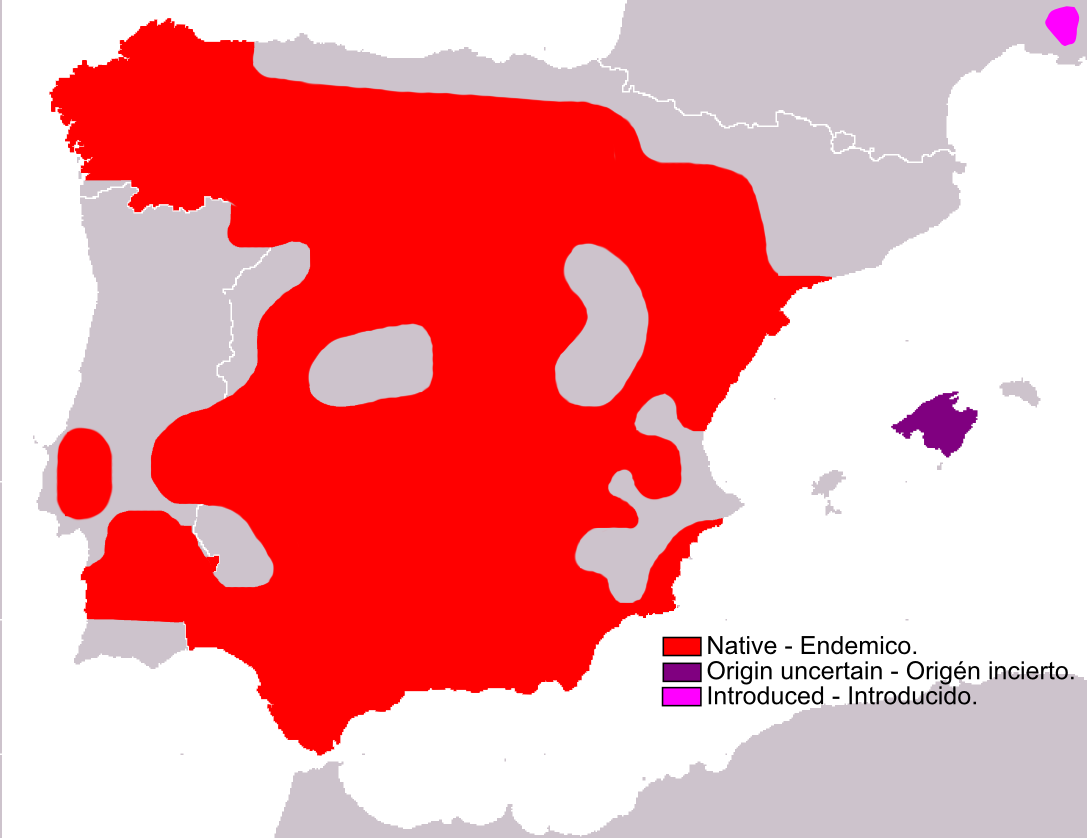
Verbreitungsgebiet des Iberischen Hasen

Das Verbreitungsgebiet des Iberischen Hasen beinhaltet fast die gesamte Iberische Halbinsel und umfasst Portugal und den größten Teil von Spanien. Im Norden von Spanien kommt der Iberische Hase nur lokal vor, dort kommt vor allem der Feldhase (Lepus europaeus) vor, der in den Pyrenäen, im Baskenland und in Katalonien lebt, sowie der Castroviejo-Hase (Lepus castroviejoi), der nur ein kleines Gebiet im Kantabrischen Gebirge bewohnt. In den meisten nordspanischen Provinzen leben der Iberische Hase und der Feldhase parapatrisch, wobei der Feldhase die nördlichen und der Iberische Hase die südlichen Regionen besiedelt.
Der Iberische Hase lebt zudem auf der Balearen-Insel Mallorca und gilt als ausgestorben auf der Insel Ibiza, wobei er beide Inseln wahrscheinlich nach Einführung durch frühe Siedler besiedelt hat. Die Art wurde zudem in der Gegend um Perpignan in Südfrankreich eingeführt.

## Lebensweise

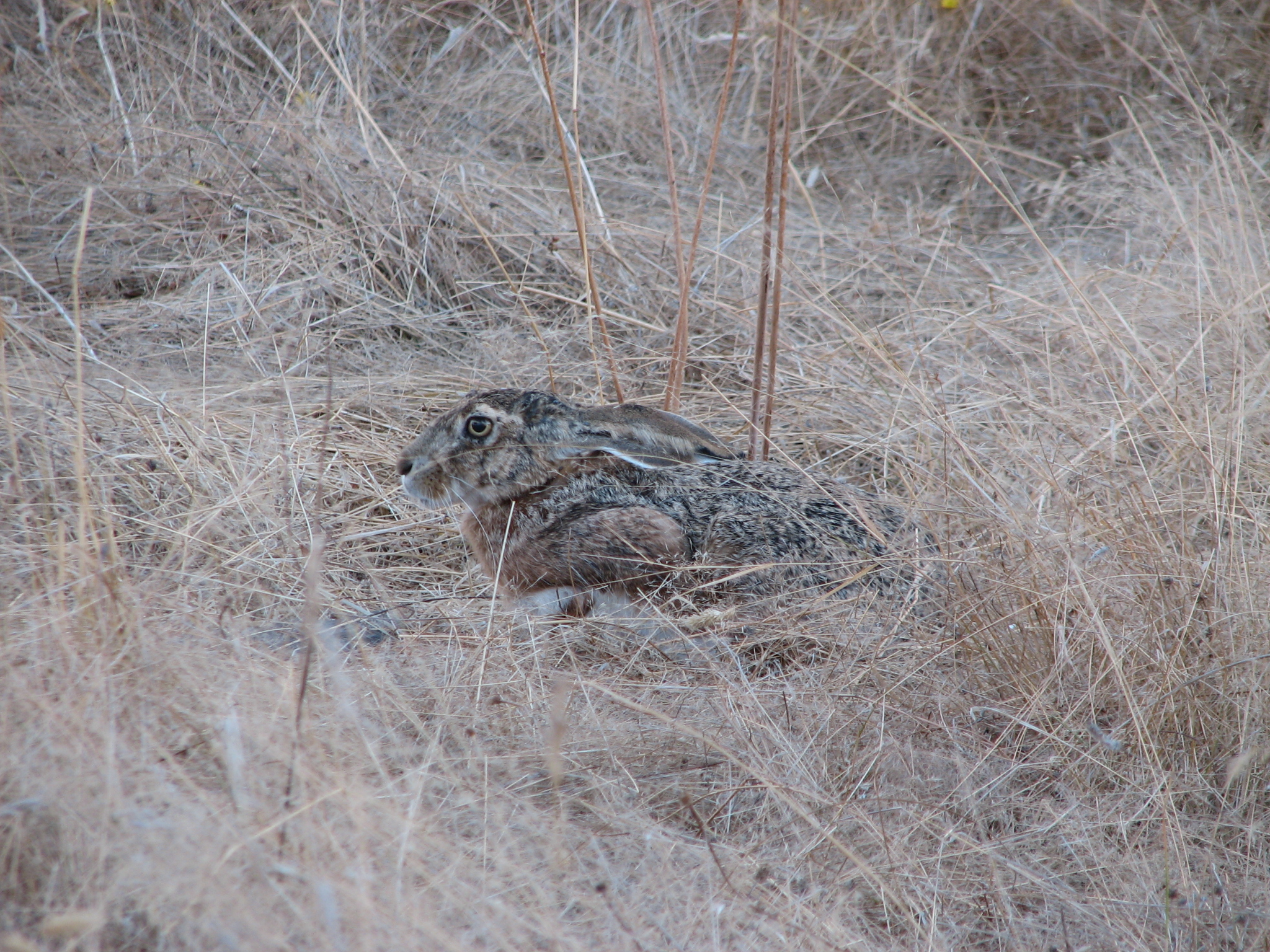
Iberischer Hase im trockenen Gras

Der Iberische Hase lebt innerhalb seines Verbreitungsgebietes vorwiegend in offenem Gelände. Im Nordwesten Spaniens bevorzugt er feuchte Waldgebiete, in Zentralspanien kommt er in trockenem Agrarland und im Küstengebiet vor allem in sandigen Dünenbereichen vor. Die Höhenverbreitung reicht dabei vom Meeresniveau bis in Höhen von etwa 1900 Metern in den Pyrenäen. Auf Mallorca leben die Tiere ebenfalls in trockenen Agrargebieten sowie in Gebüschlandschaften. Die Ruheplätze liegen grundsätzlich eher im Bereich dichterer Vegetation. Die Aktivitätsräume der Tiere unterscheiden sich kaum zwischen den Geschlechtern und sind vor allem abhängig von der Nahrungsverfügbarkeit und der Landschaftseigenschaften, sie reichen von 24 bis 28 Hektar in strukturreichen Lebensräumen bis 40 Hektar im Agrarland.
Die Tiere sind dämmerungs- und nachtaktiv, tagsüber halten sie sich in Sträuchern, Büschen oder hohem Gras verborgen. Ihre Nahrung besteht vorwiegend aus Gräsern und Kräutern, daneben nehmen sie auch Wurzeln, Knollen, Blüten und anderes pflanzliches Material zu sich. Der Anteil an Gräsern beträgt etwa 70 % der Gesamtnahrung, wobei der Anteil im Winter mit etwa 80 % und im Sommer mit durchschnittlich etwa 55 % über das Jahr stark variiert. Die häufigsten Grasarten, die von den Tieren konsumiert werden, sind Anthoxanthum odoratum, Secale cereale und Agrostis-Arten.
Die Tiere können sich das ganze Jahr über fortpflanzen, wobei die Hauptaktivität vom Februar bis Juni stattfindet und die wenigsten Jungtiere im November und Dezember geboren werden. Die Paarungen finden zwischen verschiedenen Männchen und Weibchen statt, es gibt keine festen Paare oder feste Paarungsterritorien. Drei- oder fünfmal im Jahr bringt das Weibchen nach etwa 42-tägiger Tragzeit ein bis sieben, durchschnittlich 1,5 bis 2, Jungtiere zur Welt. Wie alle Echten Hasen haben die Neugeborenen ein Fell und sind Nestflüchter.

## Systematik
Der Iberische Hase wird als eigenständige Art den Echten Hasen (Gattung Lepus) zugeordnet. Die wissenschaftliche Erstbeschreibung stammt von dem deutschen Naturwissenschaftler Wilhelm Gottlob Rosenhauer aus dem Jahr 1856, der die Tiere aus dem Umland von Granada in Andalusien beschrieb. Die Art wurde teilweise dem europäischen Feldhasen (Lepus europaeus) oder dem in Afrika lebenden Kaphase (L. capensis) zugeschlagen, wurde jedoch aufgrund morphologischer und molekularbiologischer Merkmale als eigenständige Art etabliert. Zugleich wurde festgestellt, dass es während der letzten Kaltzeit zu einer Durchmischung genetischer Merkmale des nordeuropäischen Schneehasen (L. timidus), des europäischen Feldhasen und des Iberischen Hasen gekommen ist und bis heute DNA-Abschnitte aus dem Genom des Schneehasen in den beiden anderen Arten nachzuweisen sind.
Die Art enthält aktuell mit der Nominatform drei Unterarten:
- Lepus granatensis granatensis im größten Teil des Verbreitungsgebietes außer im Norden und Nordosten der iberischen Halbinsel
- Lepus granatensis gallaecius in Galicien und dem Westen von Asturien im Nordwesten Spaniens
- Lepus granatensis solisi auf Mallorca, wobei diese Population wahrscheinlich von frühen Besiedlern der Balearen eingeführt wurde.

Unklar ist der Status der auf Sardinien lebenden Hasen, die aktuell als L. capensis mediterraneus dem Kaphasen zugeschlagen werden. Sollten diese Tiere dem Iberischen Hasen als Synonym zugeschlagen werden, würde die Bezeichnung Lepus mediterraneus als ältere Form Vorrang gegenüber Lepus granatensis erhalten.

## Gefährdung und Schutz
Die Art wird von der International Union for Conservation of Nature and Natural Resources (IUCN) aufgrund der Bestandsgröße und dem großen Verbreitungsgebiet als nicht gefährdet (Least concern) eingestuft. Die Bestände und die Bestandsentwicklung gelten als stabil, bestandsgefährdende Risiken sind nicht bekannt.
Die Tiere kommen im südlichen und zentralen Teil Spaniens regelmäßig bis häufig vor, im Norden und speziell in Galicien und Asturien wie auch auf Mallorca gelten sie dagegen als sehr selten und lokal auch als ausgestorben. In Navarra und im Nationalpark Coto de Doñana in Asturien haben sich die Tiere signifikant vermehrt und auch im Nordosten Spaniens wird ein generell positiver Trend beschrieben.

## Belege
1. 1 2 3 4 5 6 7 8 9 10  S.C. Schai-Braun, K. Hackländer: Iberian hare, Lepus granatensis. In: Don E. Wilson, T.E. Lacher, Jr., Russell A. Mittermeier (Herausgeber): Handbook of the Mammals of the World: Lagomorphs and Rodents 1. (HMW, Band 6) Lynx Edicions, Barcelona 2016, S. 141, ISBN 978-84-941892-3-4.
2. 1 2 3  Derek Weaver: Lepus granatensis (Iberian hare) im Animal Diversity Web, 2013, abgerufen am 26. August 2017.
3. 1 2 3 4  Lepus granatensis in der Roten Liste gefährdeter Arten der IUCN 2017.1. Eingestellt von: A.T. Smith, C.H. Johnston, 2008. Abgerufen am 26. August 2017.
4. ↑  Joseph A. Chapman, John E. C. Flux (Hrsg.): Rabbits, Hares and Pikas. Status Survey and Conservation Action Plan. (Memento des Originals vom 14. Januar 2009 im Internet Archive)  Info: Der Archivlink wurde automatisch eingesetzt und noch nicht geprüft. Bitte prüfe Original- und Archivlink gemäß Anleitung und entferne dann diesen Hinweis. (PDF; 11,3 MB) International Union for Conservation of Nature and Natural Resources (IUCN), Gland 1990; S. 72 (enthalten im Eintrag zu L. capensis). ISBN 2-8317-0019-1.
5. 1 2  P.C. Alves, N. Ferrand, F. Suchentrunk, D.J. Harris: Ancient introgression of Lepus timidus mtDNA into L. granatensis and L. europaeus in the Iberian Peninsula. Molecular Phylogenetics and Evolution 27 (1), April 2003; S. 70–80. doi:10.1016/S1055-7903(02)00417-7, Volltext (Memento des Originals vom 28. September 2007 im Internet Archive)  Info: Der Archivlink wurde automatisch eingesetzt und noch nicht geprüft. Bitte prüfe Original- und Archivlink gemäß Anleitung und entferne dann diesen Hinweis.
6. ↑  J. Melo-Ferreira, P. Boursot, F. Suchentrunk, N. Ferrand, P.C. Alves: Invasion from the cold past: extensive introgression of mountain hare (Lepus timidus) mitochondrial DNA into three other hare species in northern Iberia. Molecular Ecology 14, 2005; S. 2459–2464. doi:10.1111/j.1365-294X.2005.02599.x, Volltext